# Pérouges
Pérouges és un municipi francès situat al departament de l'Ain i a la regió d'Alvèrnia-Roine-Alps. L'any 2007 tenia 1.191 habitants.

## Demografia

### Població
El 2007 la població de fet de Pérouges era de 1.191 persones. Hi havia 468 famílies de les quals 128 eren unipersonals (44 homes vivint sols i 84 dones vivint soles), 136 parelles sense fills, 196 parelles amb fills i 8 famílies monoparentals amb fills.
La població ha evolucionat segons el següent gràfic:
Habitants censats

### Habitatges
El 2007 hi havia 514 habitatges, 471 eren l'habitatge principal de la família, 19 eren segones residències i 24 estaven desocupats. 444 eren cases i 37 eren apartaments. Dels 471 habitatges principals, 366 estaven ocupats pels seus propietaris, 99 estaven llogats i ocupats pels llogaters i 6 estaven cedits a títol gratuït; 14 tenien una cambra, 40 en tenien dues, 48 en tenien tres, 94 en tenien quatre i 274 en tenien cinc o més. 385 habitatges disposaven pel capbaix d'una plaça de pàrquing. A 175 habitatges hi havia un automòbil i a 246 n'hi havia dos o més.

### Piràmide de població
La piràmide de població per edats i sexe el 2009 era:
| Homes | Edats   | Dones |
| ----- | ------- | ----- |
| 0     | 95 o +  | 0     |
| 4     | 90 a 94 | 0     |
| 4     | 85 a 89 | 8     |
| 4     | 80 a 84 | 8     |
| 8     | 75 a 79 | 24    |
| 28    | 70 a 74 | 24    |
| 20    | 65 a 69 | 24    |
| 16    | 60 a 64 | 20    |
| 24    | 55 a 59 | 20    |
| 44    | 50 a 54 | 60    |
| 64    | 45 a 49 | 20    |
| 60    | 40 a 44 | 68    |
| 44    | 35 a 39 | 36    |
| 32    | 30 a 34 | 48    |
| 20    | 25 a 29 | 28    |
| 12    | 20 a 24 | 24    |
| 44    | 15 a 19 | 24    |
| 60    | 10 a 14 | 36    |
| 28    | 5 a 9   | 32    |
| 28    | 0 a 4   | 40    |

## Economia

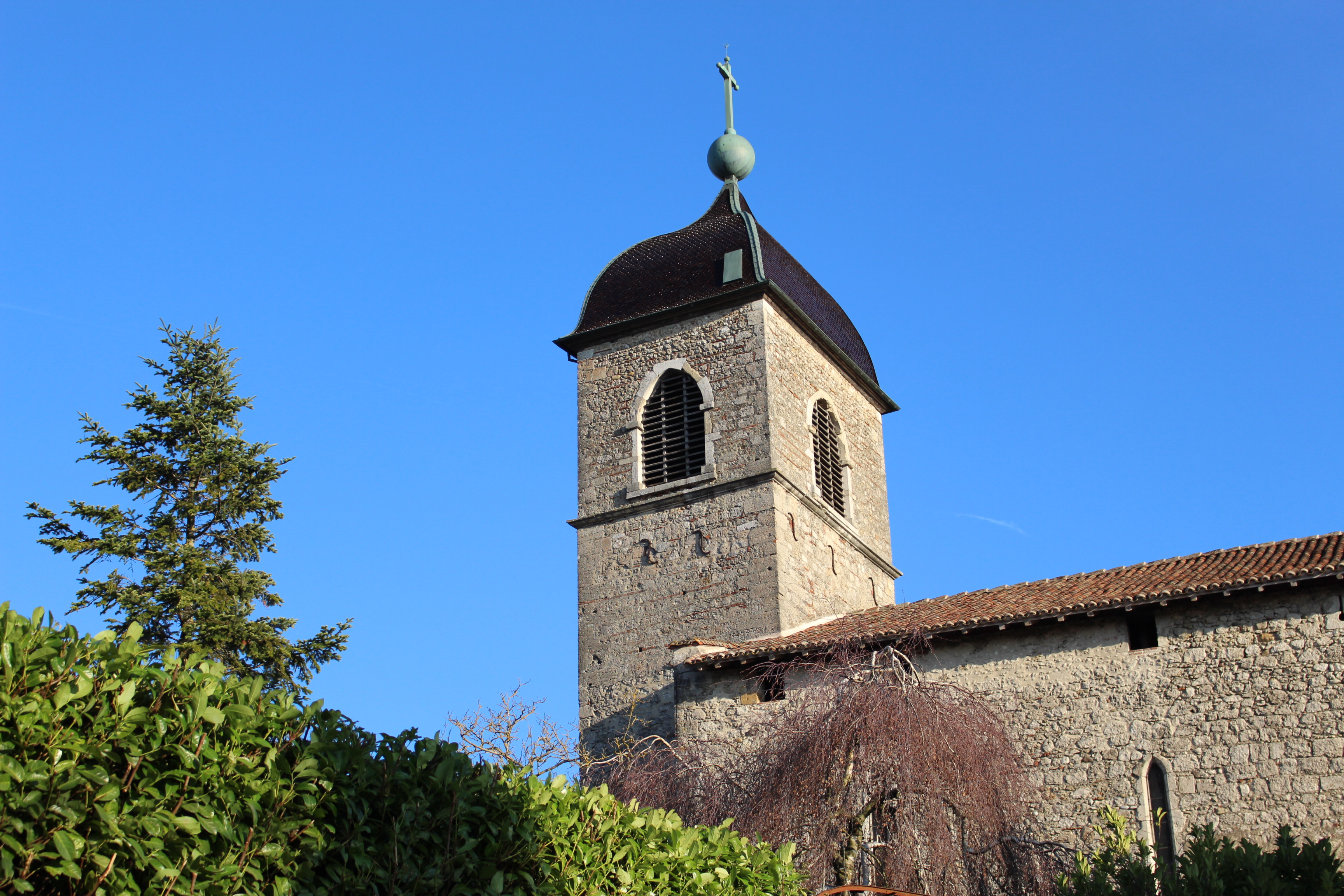
Església de Pérouges

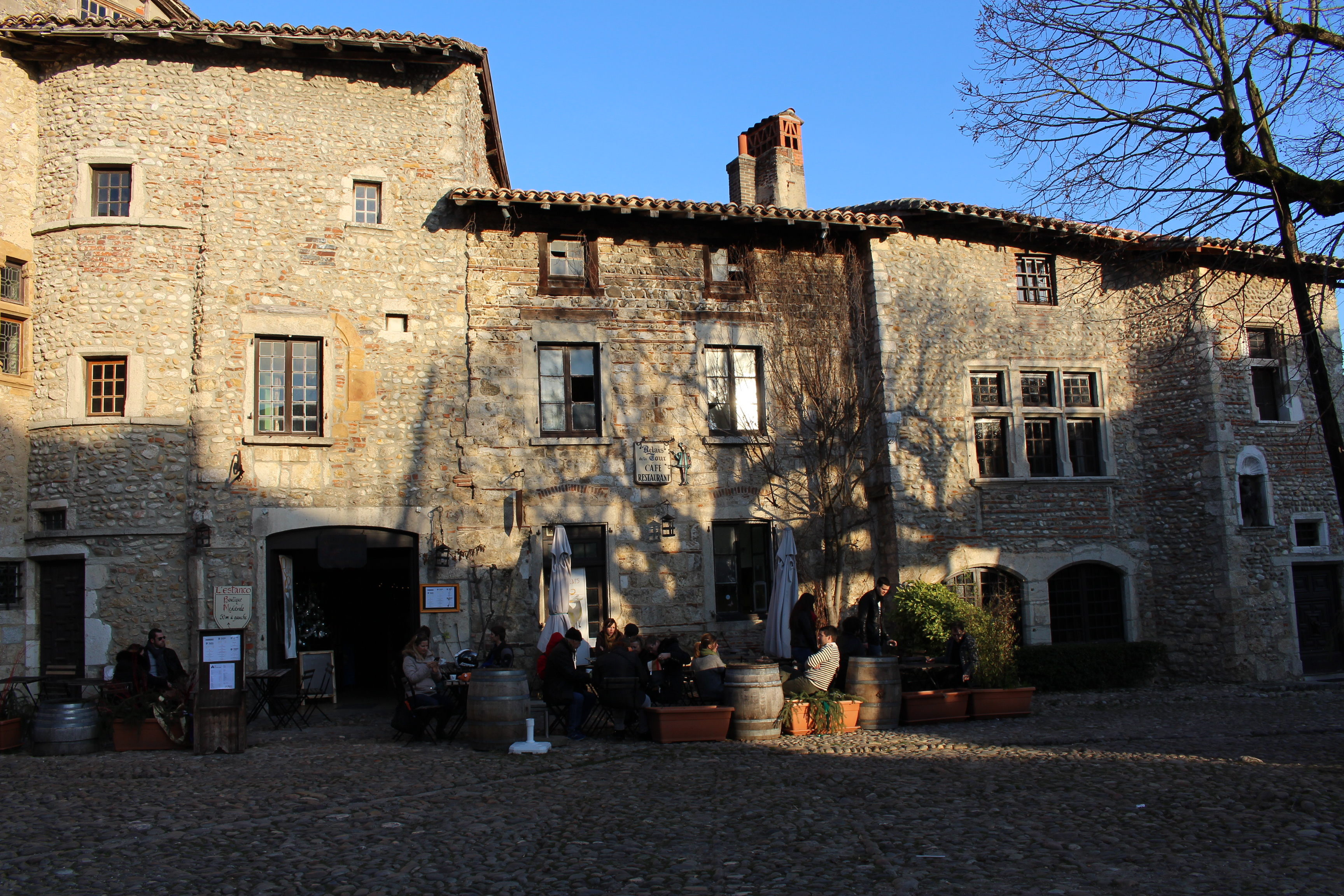
Plaça central de Pérouges

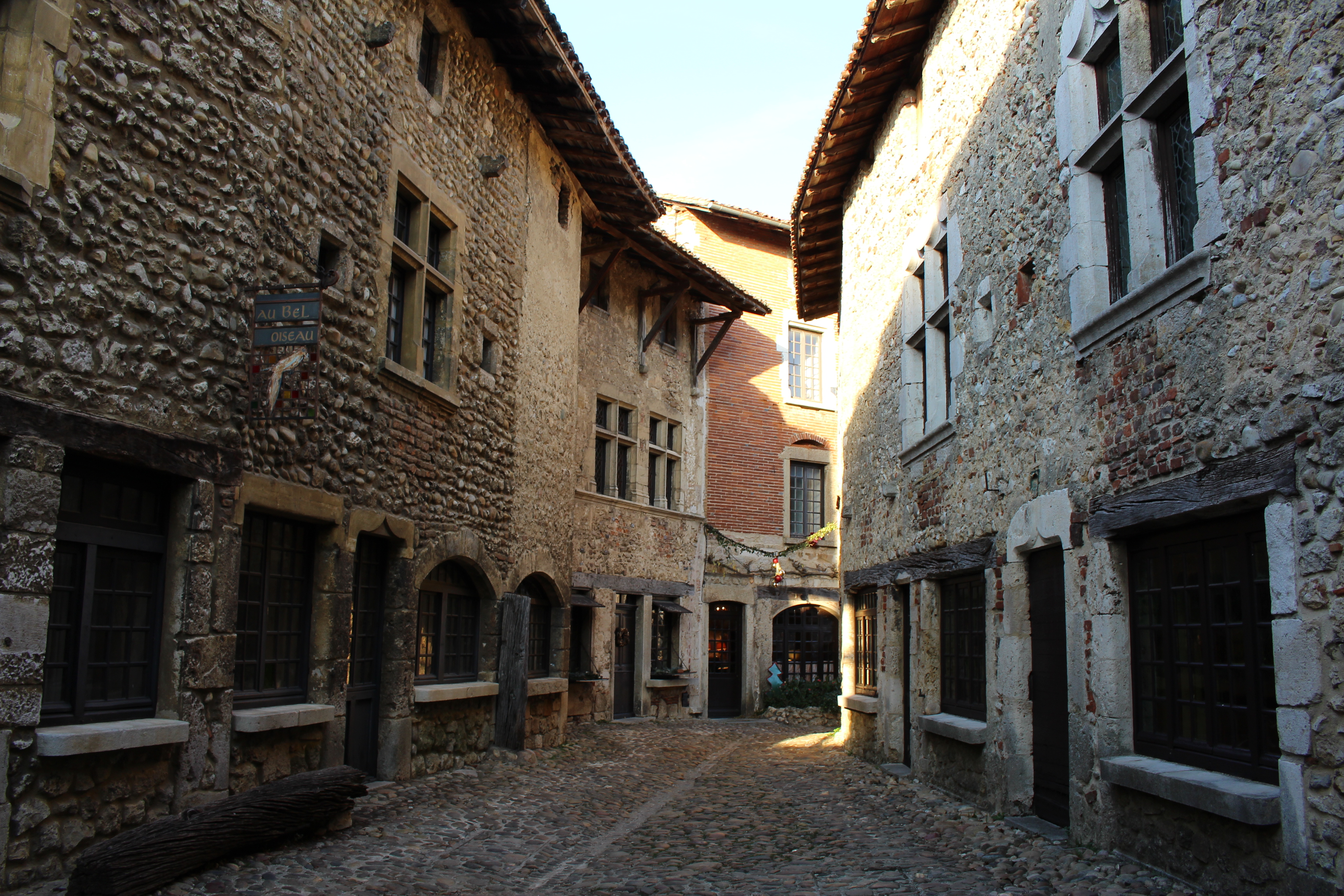
Un carrer en Pérouges

El 2007 la població en edat de treballar era de 774 persones, 562 eren actives i 212 eren inactives. De les 562 persones actives 528 estaven ocupades (293 homes i 235 dones) i 34 estaven aturades (14 homes i 20 dones). De les 212 persones inactives 63 estaven jubilades, 85 estaven estudiant i 64 estaven classificades com a «altres inactius».

### Ingressos
El 2009 a Pérouges hi havia 484 unitats fiscals que integraven 1.225,5 persones, la mediana anual d'ingressos fiscals per persona era de 23.204 €.

### Activitats econòmiques
Dels 93 establiments que hi havia el 2007, 1 era d'una empresa extractiva, 3 d'empreses alimentàries, 2 d'empreses de fabricació de material elèctric, 8 d'empreses de fabricació d'altres productes industrials, 15 d'empreses de construcció, 21 d'empreses de comerç i reparació d'automòbils, 1 d'una empresa de transport, 10 d'empreses d'hostatgeria i restauració, 1 d'una empresa d'informació i comunicació, 4 d'empreses immobiliàries, 19 d'empreses de serveis, 6 d'entitats de l'administració pública i 2 d'empreses classificades com a «altres activitats de serveis».
Dels 21 establiments de servei als particulars que hi havia el 2009, 1 era un taller de reparació d'automòbils i de material agrícola, 3 paletes, 3 guixaires pintors, 2 fusteries, 3 lampisteries, 1 electricista, 1 veterinari, 6 restaurants i 1 agència immobiliària.
Dels 4 establiments comercials que hi havia el 2009, 2 eren fleques, 1 una botiga de roba i 1 una botiga de material de revestiment de parets i terra.
L'any 2000 a Pérouges hi havia 19 explotacions agrícoles que ocupaven un total de 803 hectàrees.

## Equipaments sanitaris i escolars
El 2009 hi havia una escola elemental integrada dins d'un grup escolar amb les comunes properes formant una escola dispersa.

## Poblacions més properes
El següent diagrama mostra les poblacions més properes.